# Pelecyodon
Pelecyodon (лат.) — вымерший род наземных ленивцев из семейства Megatheriidae. Жил в Южной Америке в конце олигоцена.

## Виды
- Pelecyodon arcuatus
- Pelecyodon cristatus
- Pelecyodon maximus
- Pelecyodon petraeus
- Pelecyodon robustus